# Jordi Carbonell i Sebarroja
Jordi Carbonell i Sebarroja (Barcelona, 9 de maig de 1946) és un enginyer i polític català, diputat al Parlament de Catalunya en la VII Legislatura.
Diplomat en enginyeria tècnica agrícola per l'Escola d'Agricultura de Barcelona i llicenciat en Ciències Econòmiques per la Universitat de Barcelona. Fou un dels fundadors de la Unió de Pagesos i del 1993 al 2006 fou director general de la cooperativa agrària ACTEL.
Vinculat al PSC-PSOE, entre 1984 i 1986 va ser membre de l'equip negociador de l'entrada d'Espanya a la Comunitat Econòmica Europea. Fou també secretari general tècnic del Ministeri d'Agricultura, Pesca i Alimentació (1982-1988) i governador civil de Lleida (1993-1996). A les eleccions al Parlament de Catalunya de 2003 fou elegit diputat per la província de Lleida. Del 2005 al 2006 fou Secretari d'Indústria i Energia del Departament de Treball i Indústria de la Generalitat de Catalunya.

## Obres
- La experiencia de la ordenación rural en comarcas de montaña (1978)
- Política agraria y ordenación del espacio rural (1977)
- La política agrària comunitària i la seva reforma (1993)
- La agricultura europea y la política agraria común (1996)
- Acta de adhesión España-CEE. Agricultura (1996), coordinador